# Actineria villosa
Actineria villosa is een zeeanemonensoort uit de familie Thalassianthidae.
Actineria villosa is voor het eerst wetenschappelijk beschreven door Quoy & Gaimard in 1833.